# 面波震级
（记作{\displaystyle M_{s}}），，是一種地震度量，用於地震学中描述地震的大小。表面波規模是根據測量主要傳播於地球表層的雷利波（Rayleigh wave）而制定，曾经是中华人民共和国分類地震的國家標準（GB 17740-1999）。
表面波規模最初發展於1950年代，由發展芮氏規模的研究者發展，目的在於提高大地震的解析能力。在那時候記錄的地震規模，通常是用芮氏規模。

## 定義
計算表面波規模的方程式是：
{\displaystyle M=\log _{10}\left({\frac {A}{T}}\right)_{\text{max}}+\sigma (\Delta )}
A表示表面波中最大質點位移（兩個水平位移的向量和），單位為微米，T表示對應的週期，單位為秒，Δ表示震中距，單位為度，以及
{\displaystyle \sigma (\Delta )=1.66\cdot \log _{10}(\Delta )+3.5}
根據GB 17740-1999，兩個水平位移必須是在相同時間或八分之一個週期內測量，如果兩個位移有不同的週期，必須使用加權總合
{\displaystyle T={\frac {T_{N}A_{N}+T_{E}A_{E}}{A_{N}+A_{E}}}}
AN表示南北方向的位移，單位為微米，AE表示東西方向的位移，單位為微米，TN表示對應AN的週期，單位為秒，TE表示對應AE的週期，單位為秒。

## 其他研究
Vladimír Tobyáš與Reinhard Mittag提出了表面波規模與芮氏規模間的關係：
{\displaystyle M_{s}=-3.2+1.45M_{L}}
其他方程式則有陈俊杰提出的三個修訂的公式：
{\displaystyle M_{s}=\log _{10}\left({\frac {A_{max}}{T}}\right)+1.54\cdot \log _{10}(\Delta )+3.53}
{\displaystyle M_{s}=\log _{10}\left({\frac {A_{max}}{T}}\right)+1.73\cdot \log _{10}(\Delta )+3.27}
以及
{\displaystyle M_{s}=\log _{10}\left({\frac {A_{max}}{T}}\right)-6.2\cdot \log _{10}(\Delta )+20.6}